# Felix Zwayer
Felix Zwayer (Berlin, 1981. május 19. –) német nemzetközi labdarúgó-játékvezető. Polgári foglalkozása ingatlanforgalmazó. Teljes neve Marco Fritz Zwayer.

## Pályafutása

### Nemzeti játékvezetés
A játékvezetésből 2004-ben vizsgázott, 2007-ben lett Bundesliga 2., majd 2009-től a Bundesliga 1. játékvezetője. Az aktív nemzeti játékvezetéstől 2002-ben vonult vissza.

### Nemzetközi játékvezetés
A Német labdarúgó-szövetség (DFB) Játékvezető Bizottsága (JB) terjesztette fel nemzetközi játékvezetőnek, a Nemzetközi Labdarúgó-szövetség (FIFA) 2012-től tartotta nyilván bírói keretében. Több nemzetek közötti válogatott és klubmérkőzést vezetett. A német nemzetközi játékvezetők rangsorában, a világbajnokság-Európa-bajnokság sorrendjében többedmagával a 42. helyet foglalja el 1 találkozó szolgálatával. Válogatott mérkőzéseinek száma: 2.

#### Világbajnokság
A világbajnoki döntőhöz vezető úton Brazíliába a XX., a 2014-es labdarúgó-világbajnokságra a FIFA JB bíróként alkalmazta.

##### Selejtező mérkőzés
| Időpont         | Helyszín                            | Mérkőzés típusa           | Mérkőzés         | Eredmény | Nézők száma |
| --------------- | ----------------------------------- | ------------------------- | ---------------- | -------- | ----------- |
| 2013. június 7. | Laugardalsvöllur Stadion, Reykjavík | előselejtező (E. csoport) | Izland–Szlovénia | 2 – 4    | 9202        |

#### Európa-bajnokság
Litvánia rendezte a 2013-as U19-es labdarúgó-Európa-bajnokság, ahol az UEFA JB játékvezetőként foglalkoztatta.
| Időpont          | Helyszín                           | Mérkőzés típusa        | Mérkőzés                 | Eredmény |
| ---------------- | ---------------------------------- | ---------------------- | ------------------------ | -------- |
| 2013. július 20. | ARVI Stadion, Marijampolė          | selejtező (A. csoport) | Spanyolország–Portugália | 1 – 0    |
| 2013. július 26. | Darius and Girėnas Stadion, Kaunas | selejtező (B. csoport) | Franciaország–Szerbia    | 1 – 1    |

## Szakmai sikerek
2014-ben a DFB JB szakmai felkészültségét elismerve az Év Játékvezetője címmel tüntette ki.